# Прыжки в воду на летних Олимпийских играх 1964
Соревнования по прыжкам в воду на летних Олимпийских играх 1964 года проводились во дворце спорта Ёёги среди мужчин и женщин.

## Общий медальный зачёт
| Место | Страна                          | Золото | Серебро | Бронза | Всего |
| ----- | ------------------------------- | ------ | ------- | ------ | ----- |
| 1     | США                             | 3      | 2       | 3      | 8     |
| 2     | Объединённая германская команда | 1      | 1       | 0      | 2     |
| 3     | Италия                          | 0      | 1       | 0      | 1     |
| 4     | СССР                            | 0      | 0       | 1      | 1     |

## Медалисты

### Мужчины
| Дисциплина   | Золото                | Серебро              | Бронза               |
| ------------ | --------------------- | -------------------- | -------------------- |
| Трамплин 3 м | Кеннет Ситцбергер США | Фрэнсис Горман США   | Лоуренс Эндрисен США |
| Вышка        | Роберт Вебстер США    | Клаус Дибиаси Италия | Томас Гомпф США      |

### Женщины
| Дисциплина   | Золото                                        | Серебро                                       | Бронза                |
| ------------ | --------------------------------------------- | --------------------------------------------- | --------------------- |
| Трамплин 3 м | Ингрид Кремер Объединённая германская команда | Жанна Кольер США                              | Пэтси Виллард США     |
| Вышка        | Лесли Буш США                                 | Ингрид Кремер Объединённая германская команда | Галина Алексеева СССР |

## Судьи
- Ханнс Адерхольд
- М. Андерсон
- Герт Буров
- А. Вегхофер
- Ларс-Эрик Вейнос
- Х. Гёрлиц
- Лесли Кригстейн
- С. Ли
- А. Г. Марискаль
- Тэцутаро Намаэ
- Татьяна Петрухина
- Яхаав Рахнан
- В. Рот
- Цунэо Сибахара
- Р. В. Г. Стюарт
- С. К. Трантер
- Питер Хитли
- Р. Б. Хоникман
- Петер Хубер